# Taos Pueblo
Taos Pueblo ist die vermutlich älteste durchgängig bewohnte Siedlung in den Vereinigten Staaten. Das Pueblo ist eines der Eight Northern Pueblos, deren Einwohner eine von zwei Varianten der Tanoa-Sprache sprechen. Das Dorf liegt im Norden des US-Bundesstaates New Mexico im Taos County in der Taos-Indianerreservation beidseitig des Rio Pueblo. Im Pueblo selbst wohnen rund 150 Indianer des ebenfalls Taos genannten Volkes in weitgehend traditioneller Lebensweise. 1992 erklärte die UNESCO Taos Pueblo zum Weltkulturerbe. Taos Pueblo ist auch ein Census-designated place mit 1196 Einwohnern (Stand: 2020), von denen 95 % Indigene sind, und einer Fläche von 400,5 km² um die Siedlung.
Taos Pueblo ist eine Touristenattraktion. Die geldlichen Einkünfte der Bewohner stammen demnach überwiegend vom Tourismus und vom Verkauf von Kunstwerken und Kunsthandwerk, das vorwiegend an Besucher verkauft wird. Die traditionelle Landwirtschaft zur Selbstversorgung hat darüber hinaus immer noch eine wichtige Bedeutung.

## Name

### Tanoa
Im Taos-Dialekt der Tanoa-Sprache wird das Pueblo schlicht als das „Dorf“ bezeichnet, mit den Formen tə̂otho „im Dorf“ (tə̂o- „Dorf“ + -tho „in“) beziehungsweise tə̂obo „zum Dorf“ (tə̂o- „village“ + -bo „zu, zum… hin“). Der Eigenname ist dagegen ȉałopháymųp’ȍhə́othə̀olbo „An der Mündung des Rotweiden-Canyons“ (oder ȉałopháybo „Bei den roten Weiden“ als Kurzform). Der Name wird eher für zeremonielle Kontexte verwendet und kommt in der Alltagssprache kaum vor.

### Spanisch
Der Name Taos geht wohl auf Tanoa' tə̂o- zurück. An das hispanisierte tao wurde ursprünglich das Plural-s angehängt. Die Pluralbedeutung ist jedoch in der gegenwärtigen Sprache unbekannt. Seltener begegnet man der Vorstellung, dass Taos auf tao=„Kreuz des Ordens San Juan de los Caballeros“ (vom Griechischen τ tau, Antoniuskreuz) zurückgeht.

## Geschichte

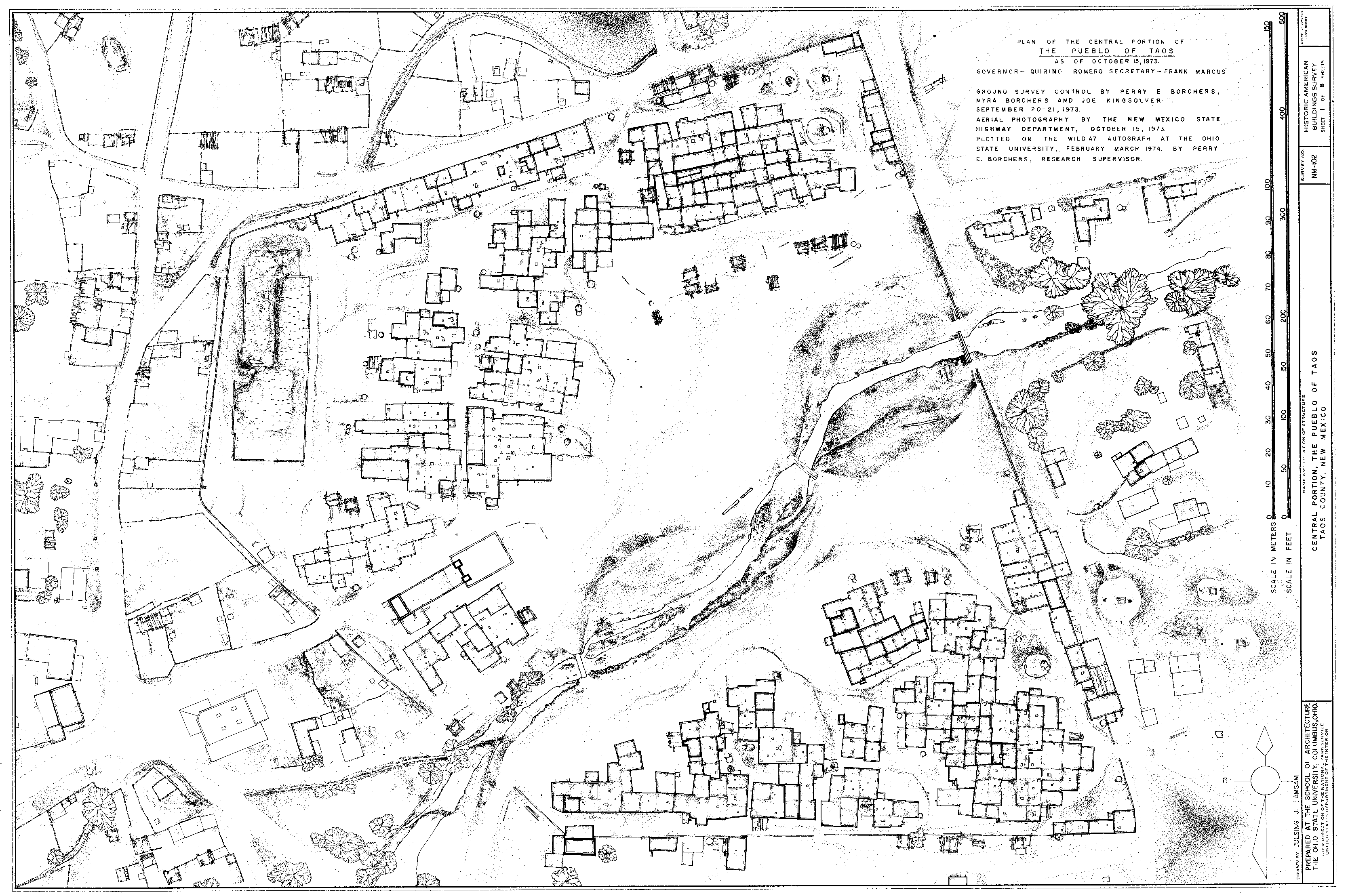
Grundriss der beiden Pueblos

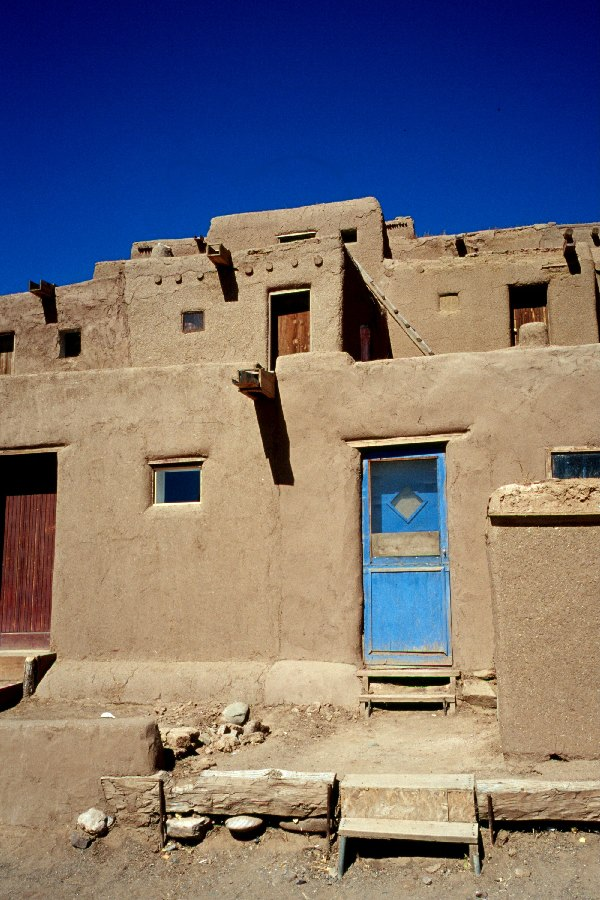
Details der Bauweise

Die ältesten Teile der heutigen Gebäude gehen auf die Anasazi-Kultur zurück und wurden zwischen 1000 und 1450 errichtet. Das Pueblo wurde an den Abhang des Taos Mountains in der Sangre de Cristo Range gebaut.

### Zeit vor der europäischen Entdeckung
Die meisten Archäologen gehen davon aus, dass die Taos-Indianer sich zusammen mit anderen Pueblo-Indianern nach einer Wanderbewegung aus der Four-Corners-Region entlang des Rio Grande ansiedelten. Die Wohngebäude in der Region wurden von den Anasazi (Ancestral Puebloans) errichtet. Möglicherweise veranlasste eine lange Dürre im späten 13. Jahrhundert die Puebloans zu ihrer Abwanderung an den Rio Grande, wo die Wasserversorgung zuverlässiger war.
In der Frühzeit war das Taos Pueblo ein zentraler Handelsplatz zwischen den Bewohnern des Rio Grande-Einzugsgebietes und den benachbarten Prärie-Indianern im Nordosten. Im Herbst war es Austragungsort eines „Jahrmarktes“ nach der Ernte.

### Spanische Siedlungszeit
Die ersten spanischen Besucher erreichten das Taos Pueblo 1540; Mitglieder der Francisco-Vásquez-de-Coronado-Expedition besuchten viele der Pueblos im heutigen Südwesten der Vereinigten Staaten auf der Suche nach den sagenhaften „Sieben Goldenen Städten“.
Fray Francisco de Zamora gründete 1598 auf Befehl des spanischen Gouverneurs, Don Juan de Oñate die Mission. Um 1620 leiteten spanische Jesuiten den Bau der ersten katholischen Kirche innerhalb des Pueblos, die Mission de San Geronimo de Taos. Berichte aus dieser Zeit deuten darauf hin, dass sich die Einwohner gegen den Bau der Kirche und den Zwang zum Beitritt zur katholischen Religion wehrten. Im ganzen 16. Jahrhundert gab es wachsende Spannungen zwischen den Eingeborenen und der zunehmenden Präsenz spanischer Kolonialisten. 1660 beispielsweise töteten die Einwohner den damaligen Priester vor Ort und zerstörten die Kirche. Einige Jahre später wurde sie wieder aufgebaut. 1680 begann der Pueblo-Aufstand, in dessen Verlauf die Kirche abermals zerstört und zwei Ortspriester getötet wurden.
Am Übergang zum 18. Jahrhundert wurde San Geronimo de Taos zum dritten Mal wieder aufgebaut. Die Beziehung zwischen Spaniern und Taos waren für eine kurze Zeit sogar freundschaftlich, da sich beide Gruppen gegen einen gemeinsamen Feind verbünden mussten: Ute und Comanchen drangen in das Gebiet vor. Die Ablehnung des Katholizismus und der spanischen Kultur blieb jedoch weiterhin stark. Trotzdem akkulturierten die religiösen Vorstellungen der Spanier und landwirtschaftliche Methoden langsam die Taos-Kultur, verstärkt durch die engere Zusammenarbeit.

### US-amerikanische Zeit

#### Taos-Aufstand
Der Taos-Aufstand (Taos Revolt) begann am Ende des Mexikanisch-Amerikanischen Krieges 1847. Der mexikanische Patriot Pablo Montoya und Tomasito, ein Anführer des Taos Pueblo, führten eine Miliz aus Mexikanern und Taos, die gegen den Anschluss an die Vereinigten Staaten kämpften. Sie töteten Gouverneur Charles Bent und andere und marschierten auf Santa Fe. Der Aufstand wurde niedergeworfen und das Pueblo belagert. Die Rebellen suchten in der Missionskirche Schutz. Die Amerikaner beschossen die Kirche, töteten oder fingen die Aufständischen und zerstörten das Gebäude. Um 1850 wurde in der Nähe des westlichen Tores der Pueblo-Mauer eine neue Kirche errichtet. Die Ruinen der ehemaligen Kirche und der Nachfolgebau von 1850 sind bis heute im Pueblo zu sehen. Father Anton Docher lebte zuerst als Priester in Taos, bevor er in Isleta als Priester diente, wo er den Ehrennamen „The Padre of Isleta“ erhielt.

#### 20. Jahrhundert
1924–25 besuchte der Schweizer Psychiater Carl Gustav Jung Taos Pueblo und studierte unter Anleitung von Ochwiay Biano (Antonio Mirabal, Mountain Lake) die traditionelle Kultur, weil er annahm, dass die naturnah lebende Gesellschaften unmittelbareren Zugang zu Archetypen hätten.

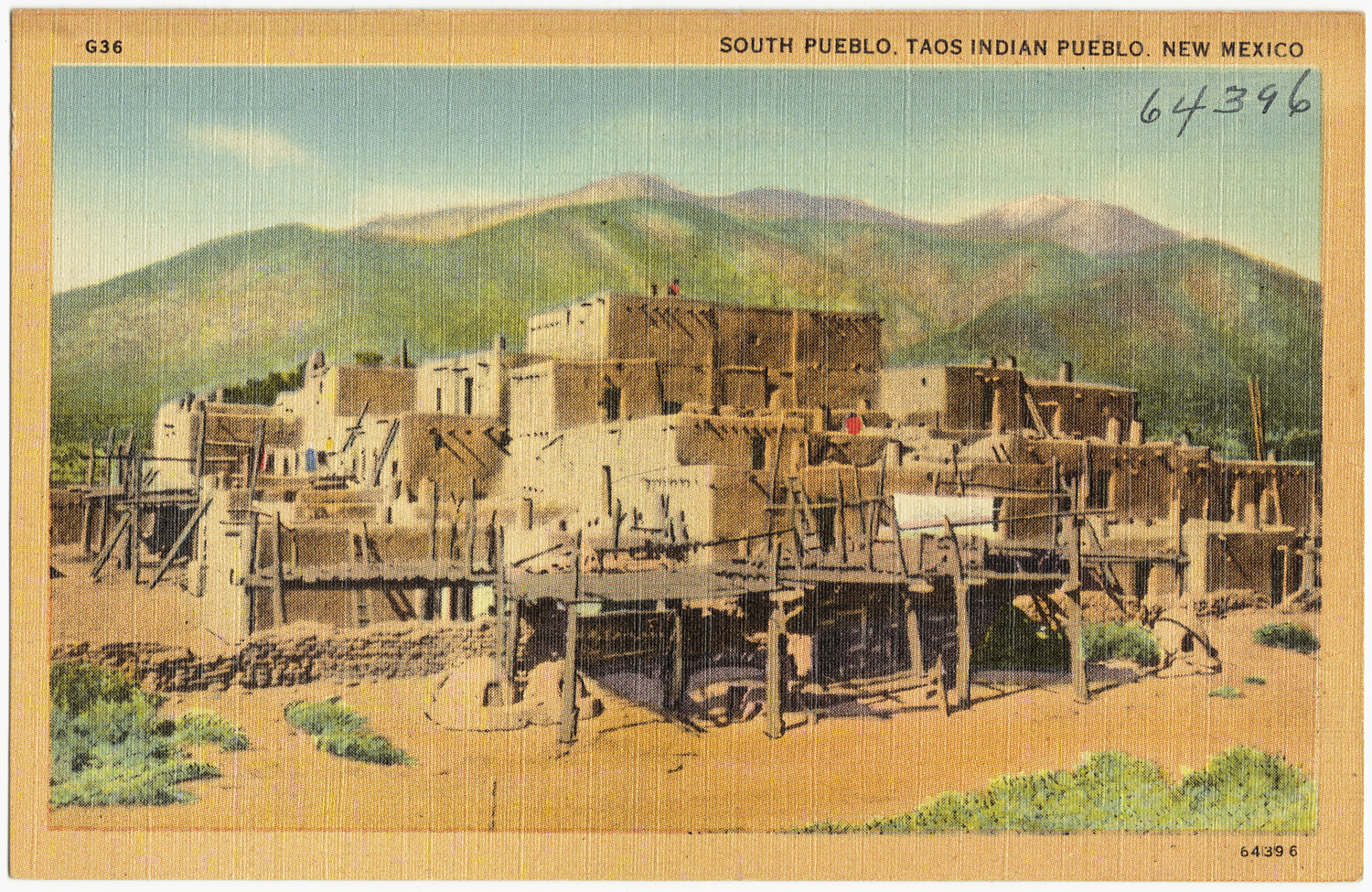
Der Wohnkomplex des Pueblos mit dem Taos Mountain im Hintergrund.

Das ca. 19.000 ha große Bergland, das zum Pueblo gehört, wurde von Präsident Theodore Roosevelt enteignet und als Carson National Forest ausgewiesen. 1970 wurde es im Rahmen des Public Law 91–550 von Richard Nixon wieder an die Indianer zurückgegeben. Ein weiteres Areal mit 764 acre (309 ha) südlich des Bergkammes zwischen Simpson Peak und Old Mike Peak, westlich des Blue Lake wurde der Gemeinde 1996 rückübereignet.

## Architektur

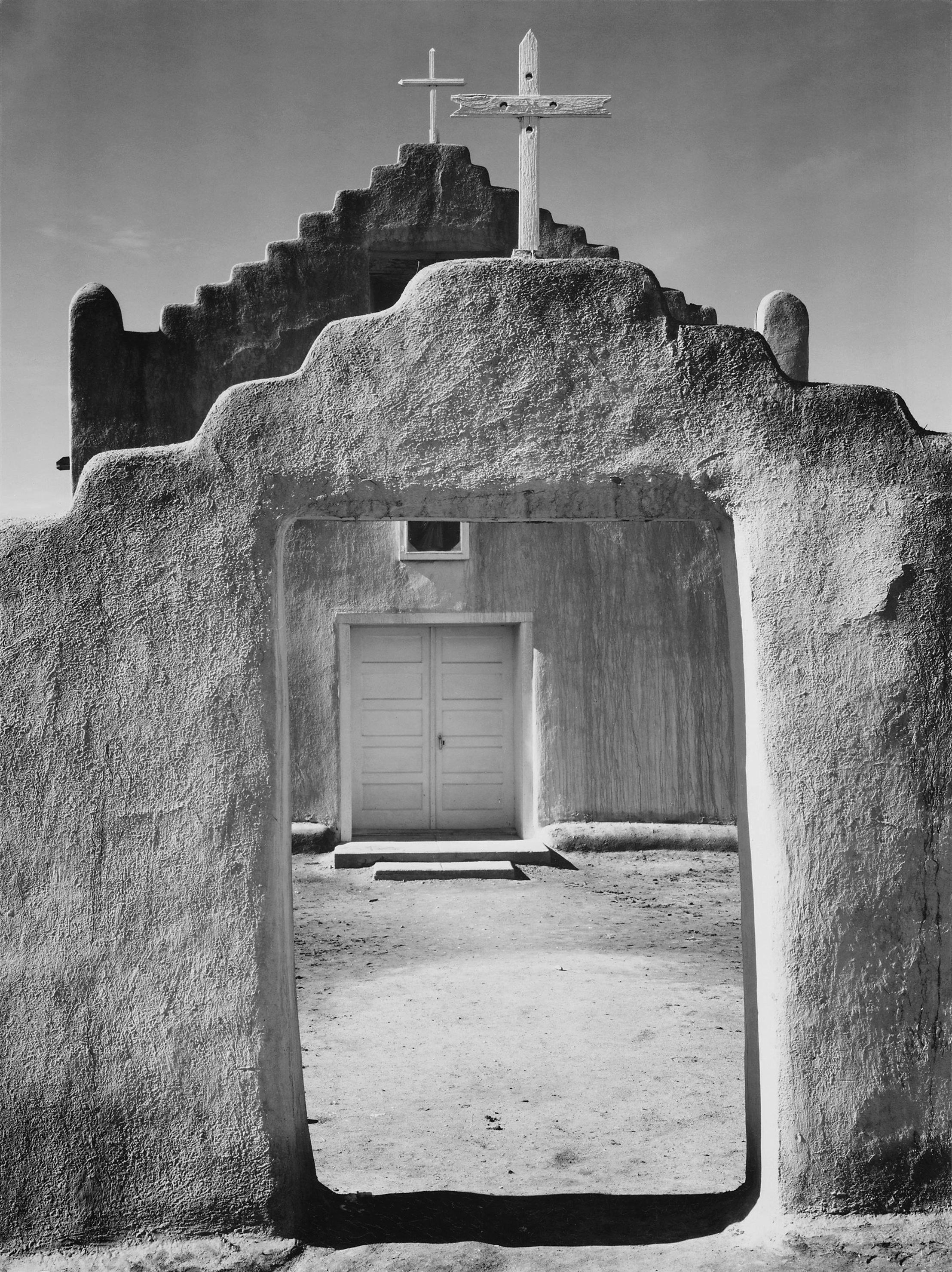
Kirche im Pueblo de Taos (Ansel Adams, 1941).

Die Bauten bestehen aus Adobe-Lehmziegeln. Hernando de Alvarado beschrieb zur Zeit der ersten Begegnungen der Spanier mit dem Pueblo den Gebäudekomplex „Lehmhäuser, die ganz nah aneinander gebaut sind und fünf bis sechs Stockwerke hoch sind“. Die Häuser wurden nach oben schmaler, so dass die Dächer jeder Etage Vorplätze und Terrassen für die darüber liegenden Räume bildeten.
Die Gebäude hatten ursprünglich nur wenige Fenster und keine einheitlichen Türen. Der Zugang zu den Räumen erfolgte über quadratische Löcher in den Dächern, welche die Bewohner über lange Holzleitern erreichten. Zedernstämme (vigas) stabilisierten die Dächer, die mit Schichten von Ästen, Gras, Schlamm und Ton bedeckt waren. Die Architektur und die Baumaterialien waren der Umgebung und den Bedürfnissen der Menschen angepasst.
Die ersten spanischen Einflüsse kamen mit Fray Francisco de Zamora in das Pueblo.

### Hauptkomplex
Der Taos River, der auch Red Willow Creek genannt wird, trennt das Pueblo in zwei Teile. Der nördliche gelegene Teil ist eines der meist-fotografierten und gemalten Bauwerke in Nordamerika. Es ist auch die größte mehrgeschossige Pueblo-Struktur, die noch existiert und bewohnt wird. Die Lehmwände sind oft über einen Meter dick. Der Hauptzweck war früher die Verteidigung. Bis um 1900 wurde der Zugang zu den Räumen nur durch Leitern ermöglicht – sowohl von außen über die Dächer als auch ins Innere. Im Angriffsfall konnten die Leitern leicht hochgezogen werden.

### Wohnungen

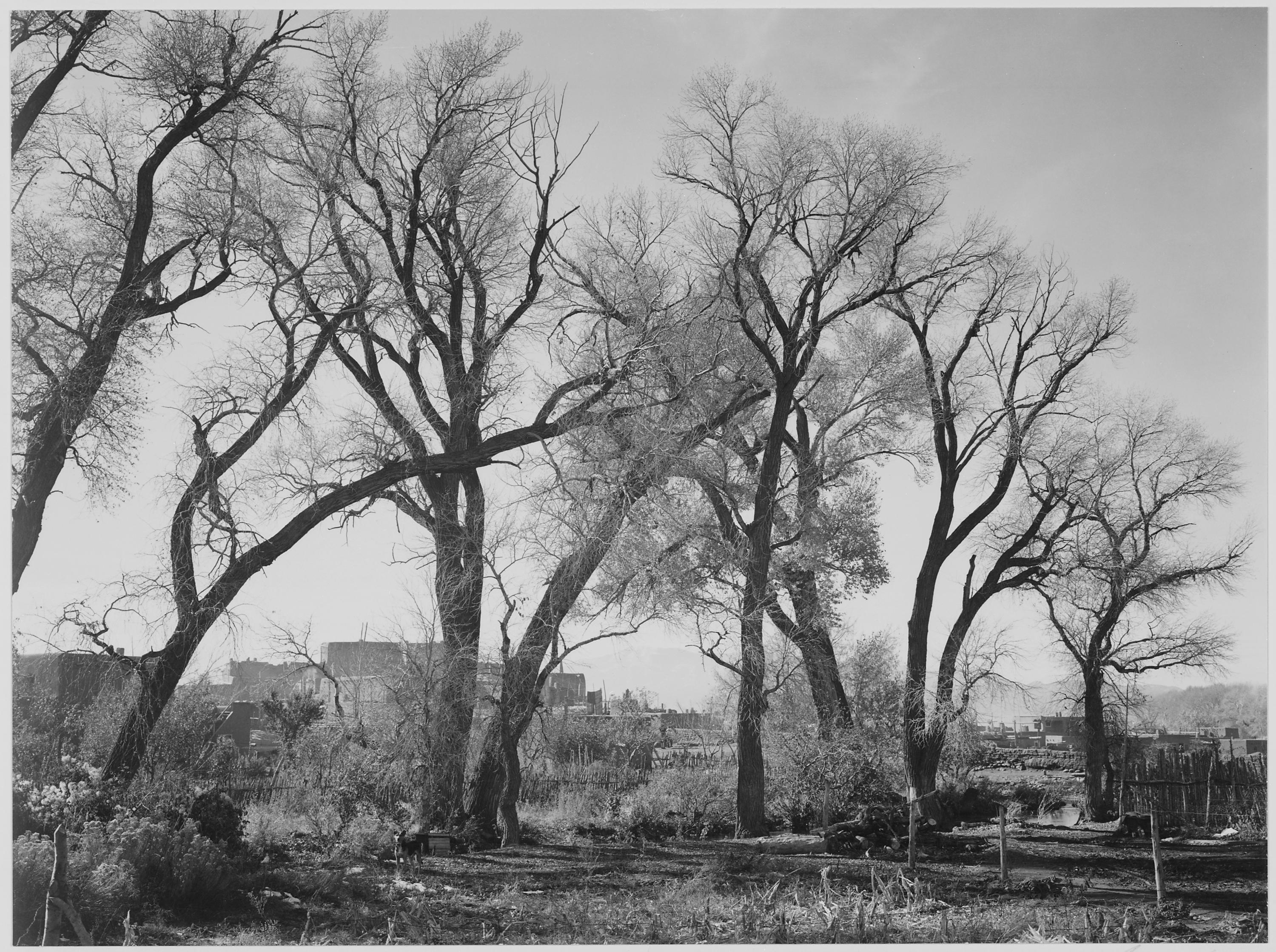
Das Pueblo hinter Cottonwood Trees (Ansel Adams, 1941).

Die Wohnungen bestehen gewöhnlich aus zwei Räumen. Einer davon dient normalerweise als Wohn- und Schlafraum, der andere als Küche, Esszimmer und Lebensmittellager. Jede Wohnung ist für sich abgeschlossen; es gibt keine Übergänge zu anderen Wohnungen. Die Taos benutzten in der Vergangenheit nur wenige Möbel. Heute werden hingegen auch Tische, Stühle und Betten verwendet. Elektrizität, fließendes Wasser und Abwasserleitungen sind auch heute noch im gesamten Pueblo untersagt.

## Religion
Die Bewohner bezeichnen sich offiziell zu über 90 % als römisch-katholisch. Tatsächlich spielen die traditionellen Riten ihrer lokalen Religion nach wie vor eine wesentliche Rolle. Details ihrer religiösen Überzeugungen und Praktiken sind Außenstehenden nicht zugänglich. Das Innere ihrer katholischen Kirche „San-Geronimo-Kapelle“ darf nicht fotografiert werden. Während größerer Feiern, die jährlich Ende August stattfinden – und gegebenenfalls zu anderen Zeiten – wird der Zugang zum gesamten Gebiet für Fremde untersagt. Saint Jerome (Geronimo) ist der Schutzpatron des Pueblos.

### Blue Lake
Die Rückgabe des heiligen Blue Lake und des angrenzenden Landes nordöstlich der Siedlung und südöstlich des Wheeler Peak in den Jahren 1970 und 1996 war ein bedeutender Schritt auf dem Weg der Selbstverwaltung der Indianer. Der Blue Lake ist das zentrale Heiligtum der Taos-Bewohner und der Ort ihrer Schöpfungsgeschichte. Das Gebiet war 1906 vom Reservat separiert und dem United States Forest Service übergeben worden. Langjährige Proteste der Indianer wurden durch Verbote der traditionellen Religionsausübung im Gebiet beantwortet. Als Begründung wurde der Gebrauch der Pflanzendroge Mescalin vorgeschoben, die seit jeher eine wichtige spirituelle Rolle in den Religionen des Kulturareales Südwesten spielt. Erst Präsident Richard Nixon erkannte die Bedeutung des Landes für die Indigenen an und übertrug den See im September 1970 auf die Taos zurück. Die Taos bezeichnen diesen Schritt als das wichtigste Ereignis in ihrer jüngeren Geschichte. Das Gebiet wurde 1996 durch Gesetz erweitert. Es dient ausschließlich den kulturellen Gebräuchen der Taos, der Zugang ist Außenstehenden untersagt. Die Anerkennung der Rechte der Taos im Jahr 1970 gilt als ein Vorläufer des Indian Self Determination Act von 1975.

## In den Medien
Die Schriftstellerin und Dichterin Nancy Wood (1936–2013) ließ sich 1962 durch einen Aufenthalt im Taos Pueblo von der indigenen Kultur inspirieren.
Im Frühjahr 1968 erlaubte das Taos Pueblo, im Gegensatz zur „New Buffalo commune“, Dreharbeiten für den Film Easy Rider, in dem die beiden Harley-Davidson-Chopper durch das Pueblo-Gelände rollen. Regisseur Dennis Hopper (1936–2010) lebte später in Taos, und seit 2014 wird an dessen Geburtstag (17. Mai) der jährliche „Dennis Hopper Day“ gefeiert.